# Endornaviridae
Endornaviridae es una familia de virus ARN monocatenario positivo endosimbiontes de hongos, plantas y protistas. No son infecciosos (patógenos). La familia contiene dos géneros y varias especies sin clasificar.
Los virus de esta familia no son verdaderos virus y más bien son un tipo de elementos genéticos móviles o replicones compuestos por una cadena de ARN y una RdRP que descienden de virus del filo Kitrinoviricota con la pérdida de la cápside. También se los describieron como plásmidos de ARN ya que se comportan de manera similar a un plásmido. Se pueden encontrar virus similares a Endornaviridae en otras familias de virus de ARN como Narnaviridae, Mitoviridae, Botourmiaviridae y Hypoviridae.
Los virus de la familia Endornaviridae no forman viriones ya que se tratan de un tipo de elemento genético móvil viral. Los genomas consisten en una molécula de ARN de 9.7 a 17.6 kb que incluyen un solo ORF que codifica una poliproteína que oscila entre 3.217 y 5.825 aa. La replicación se produce en el citoplasma. Las rutas de transmisión son por reproducción o polen.
Los virus contienen alrededor de 132 genes de expresión. Algunos tienen homólogos con los genes fungicos, vegetales y procariotas los cuales se adquirieron por transferencia horizontal durante su evolución. El dominio de glicosiltransferasa 28 de BPEV, así como el dominio de unión al azúcar de glicosiltransferasa y una proteína de síntesis de polisacárido capsular de OsEV y CmEV, puedieron haber sido adquiridos de bacterias.

## Géneros y especies
Incluye los siguientes géneros y especies:
- Alphaendornavirus
- Betaendornavirus
- Especies no clasificadas:
  - Balloon flower endornavirus
  - Ceratobasidium endornavirus A
  - Ceratobasidium endornavirus B
  - Ceratobasidium endornavirus C
  - Ceratobasidium endornavirus D
  - Ceratobasidium endornavirus E
  - Ceratobasidium endornavirus F
  - Ceratobasidium endornavirus G
  - Ceratobasidium endornavirus H
  - Gyromitra esculenta endornavirus 1
  - Morchella importuna endornavirus 1
  - Morchella importuna endornavirus 2
  - Morchella importuna endornavirus 3
  - Rhizoctonia solani endornavirus
  - Sclerotium rolfsii endornavirus 1